# (5778) Jurafrance
(5778) Jurafrance est un astéroïde de la ceinture principale.

## Description
(5778) Jurafrance est un astéroïde de la ceinture principale. Il fut découvert par Eric Walter Elst le 28 décembre 1989 à l'observatoire de Haute-Provence. Il présente une orbite caractérisée par un demi-grand axe de 2,58 UA, une excentricité de 0,128 et une inclinaison de 14,03° par rapport à l'écliptique.
Il fut nommé d'après le département du Jura, situé à l'est de la France.

## Compléments